# أرتيس
بلدية أرتيس (بالكاتالانية: Artés) هي إحدى بلديات مقاطعة برشلونة، والتي تقع في منطقة كاتالونيا، شرق إسبانيا.
يبلغ عدد سكانها 5.179 نسمة وفقاً لإحصائية سنة (2007).